# Забрекве
Забрекве (словен. Zabrekve) — поселення в общині Железнікі, Горенський регіон, Словенія. Висота над рівнем моря: 822,2 м.